# Terry Chambers
Pour les articles homonymes, voir Chambers.
Terry Chambers (né le 18 juillet 1955 à Swindon dans le Wiltshire) est le batteur de la formation originale du groupe anglais XTC. Il est apparu sur tous les albums et sur tous les albums live jusqu'à son départ en 1982.
À l'origine, il voulait jouer du piano, mais ses parents ne pouvaient pas lui en acheter un. Alors, grâce aux petits revenus qu'il avait reçu en rangeant les épiceries locales, il achète sa première batterie à 14 ans.
Après avoir quitté XTC, il va s'installer dans le pays natal de sa femme, l'Australie. Il y joue dans le groupe Dragon, sur l'album Body and the Beat (1984) ainsi que l'album live et la vidéo Live One (1985). Il apparaît aussi sur les clips promotionnels des chansons Wilderworld, Cry, Magic et Rain.